# Centrosema macrocarpum
Centrosema macrocarpum är en ärtväxtart som beskrevs av George Bentham. Centrosema macrocarpum ingår i släktet Centrosema och familjen ärtväxter. IUCN kategoriserar arten globalt som livskraftig. Inga underarter finns listade i Catalogue of Life.